# Lars Bjønness
Lars Bjønness (* 27. Juli 1963 in Oslo) ist ein ehemaliger norwegischer Ruderer, der zwei olympische Silbermedaillen und zweimal den Weltmeistertitel gewann.

## Karriere
Lars Bjønness vom Ormsund Roklub belegte bei den Weltmeisterschaften 1982 zusammen mit Arild Baaheim den fünften Platz im Leichtgewichts-Doppelzweier. Ein Jahr später startete er erstmals ohne Gewichtslimit und belegte im Doppelvierer den neunten Platz bei den Weltmeisterschaften 1983. Bei den Olympischen Spielen 1984 startete Bjønness im Einer, schied aber bereits im Hoffnungslauf aus. 1985 kehrte er in den Doppelvierer zurück und belegte den siebten Platz bei den Weltmeisterschaften, im Jahr darauf fuhr das Boot auf den neunten Platz. Mit der gleichen Besetzung wie 1986 (Vetle Vinje, Lars Bjønness, Rolf Thorsen und Alf Hansen) belegte das Boot 1987 den zweiten Platz hinter dem sowjetischen Doppelvierer. Bei den Olympischen Spielen 1988 gewannen die vier Norweger ebenfalls die Silbermedaille, diesmal hinter den Italienern.
1989 traten Lars Bjønness und Rolf Thorsen als Doppelzweier an und gewannen den Titel bei den Weltmeisterschaften in Bled. Dies brachte beiden die Morgenbladet-Goldmedaille ein. 1990 erreichten die beiden den fünften Platz. Bei den Olympischen Spielen 1992 saßen Thorsen und Bjønness zusammen mit Kjetil Undset und Per Sætersdal im Doppelvierer und erkämpften Silber hinter dem deutschen Doppelvierer. 1993 belegten Thorsen und Bjønness nun wieder im Doppelzweier den zweiten Platz hinter den Franzosen Yves Lamarque und Samuel Barathay. 1994 in Indianapolis gewann Lars Bjønness mit Thorsen seine zweite Goldmedaille bei Weltmeisterschaften.

## Erfolge im Überblick

### Olympische Spiele
- 1988: Silber Doppelvierer
- 1992: Silber Doppelvierer

### Weltmeisterschaften
- 1987: Silber Doppelvierer
- 1989: Weltmeister Doppelzweier
- 1993: Silber Doppelzweier
- 1994: Weltmeister Doppelzweier